# سیارک ۷۵۵۹
سیارک ۷۵۵۹ (به انگلیسی: 7559 Kirstinemeyer، نامگذاری:1985VF) هفت هزار و پانصد و پنجاه و نهمین سیارک کشف شده‌است که در ۱۴ نوامبر ۱۹۸۵ کشف شد.